# Þórður Guðjónsson
Thordur Gudjonsson, en islandais Þórður Guðjónsson, né le 14 octobre 1973 à Akranes, est un joueur de football islandais, qui évoluait comme milieu de terrain offensif axial ou attaquant de pointe. Il porte 58 fois le maillot de l'équipe d'Islande entre 1993 et 2004, et joue dans cinq pays différents. 
Il a deux frères, Bjarni et Joey, qui sont également joueurs internationaux. Les trois frères ont joué ensemble à Genk lors de la saison 1998-1999. Leur père, Guðjón Þórðarson, était également joueur international.

## Biographie

### En club
Après des débuts prolifiques dans le championnat islandais (38 buts en 69 matches et 2 titres de champion national), Thordur Gudjonsson est recruté par le club allemand VfL Bochum en 1993. Il y reste jusqu'en 1997, année où il rejoint le KRC Genk, en Belgique. Il remporte le championnat belge et la Coupe de Belgique pendant son séjour de 3 saisons dans le Limbourg. 
En 2000, il prend la route de l'Espagne et rejoint l'UD Las Palmas. Il ne joue que rarement, et est prêté deux saisons de suite en Angleterre, à Derby County tout d'abord, à Preston North End ensuite. 
En 2002, il retourne à Bochum, club qu'il quitte en janvier 2005 pour retourner en Angleterre, à Stoke City. En 2006, il décide de retourner dans le club de sa ville natale, l'IA Akranes, où il clôt sa carrière en 2008, n'ayant pu éviter la descente du club en deuxième division.

### En équipe nationale
Il reçoit 58 sélections et inscrit 13 buts en équipe d'Islande entre 1993 et 2004.
Il joue son premier match en équipe nationale le 8 septembre 1993 contre le Luxembourg, dans le cadre des éliminatoires du mondial 1994. Il inscrit son premier but avec l'Islande le 16 août 1994, en amical contre l'Estonie.
Le 19 août 1998, il inscrit un doublé lors d'un match amical face à la Lettonie. Le 31 mars 2004, il est capitaine de la sélection lors d'une rencontre amicale face à l'Albanie. Il inscrit encore un but à cette occasion. Il reçoit sa dernière sélection le 13 octobre 2004 contre la Suède, dans le cadre des éliminatoires du mondial 2006.

## Statistiques saison par saison
| Saison    | Club              | Pays  | Division          | Matches joués | Buts inscrits |
| --------- | ----------------- | ----- | ----------------- | ------------- | ------------- |
| 1990      | KA Akureyri       |       | Division 1        | 16            | 2             |
| 1991      | IA Akranes        |       | Division 2        | 17            | 11            |
| 1992      | IA Akranes        |       | Division 1        | 18            | 6             |
| 1993      | IA Akranes        |       | Division 1        | 18            | 19            |
| 1993-1994 | VfL Bochum        |       | Division 2        | 16            | 3             |
| 1994-1995 | VfL Bochum        |       | Division 1        | 16            | 3             |
| 1995-1996 | VfL Bochum        |       | Division 2        | 28            | 3             |
| 1995-1996 | VfL Bochum        |       | Coupe d'Allemagne | 1             | 0             |
| 1996-1997 | VfL Bochum        |       | Division 1        | 13            | 1             |
| 1996-1997 | VfL Bochum        |       | Coupe d'Allemagne | 3             | 2             |
| 1997-1998 | KRC Genk          |       | Division 1        | 33            | 9             |
| 1997-1998 | KRC Genk          |       | Coupe de Belgique | ?             | ?             |
| 1998-1999 | KRC Genk          |       | Division 1        | 28            | 9             |
| 1998-1999 | KRC Genk          |       | Coupe de Belgique | ?             | ?             |
| 1999-2000 | KRC Genk          |       | Division 1        | 31            | 9             |
| 1999-2000 | KRC Genk          |       | Coupe de Belgique | ?             | ?             |
| 2000-2001 | UD Las Palmas     |       | Division 1        | 8             | 1             |
| 2000-2001 | Derby County      |       | Division 1        | 10            | 1             |
| 2001-2002 | Preston North End |       | Division 2        | 7             | 0             |
| 2002-2003 | VfL Bochum        |       | Division 1        | 29            | 3             |
| 2002-2003 | VfL Bochum        |       | Coupe d'Allemagne | 3             | 1             |
| 2003-2004 | VfL Bochum        |       | Division 1        | 12            | 0             |
| 2003-2004 | VfL Bochum        |       | Coupe d'Allemagne | 1             | 0             |
| 2004-2005 | VfL Bochum        |       | Division 1        | 3             | 0             |
| 2004-2005 | Stoke City        |       | Division 2        | 2             | 0             |
| 2005-2006 | Stoke City        |       | Division 2        | 0             | 0             |
| 2006      | IA Akranes        |       | Division 1        | 13            | 1             |
| 2007      | IA Akranes        |       | Division 1        | 11            | 4             |
| 2008      | IA Akranes        |       | Division 1        | 19            | 0             |
| Total     | Total             | Total | Total             | 329           | 85            |

## Palmarès
- 2 fois champion d'Islande en 1992 et en 1993 avec l'IA Akranes
- 1 fois vainqueur de la Coupe d'Islande en 1993 avec l'IA Akranes
- 1 fois vainqueur de la Supercoupe d'Islande en 1990 avec le KA Akureyri
- 1 fois champion d'Islande de Division 2 en 1991 avec l'IA Akranes
- 1 fois Meilleur Buteur du Championnat d'Islande en 1993 avec l'IA Akranes
- 1 fois champion de Belgique en 1998-1999 avec le KRC Genk
- 2 fois vainqueur de la Coupe de Belgique en 1997-1998 et en 1999-2000 avec le KRC Genk